# Boubacar Barry (Duits voetballer)
Boubacar Barry (Conakry, 15 april 1996) is een Duits voetballer die bij voorkeur als offensieve middenvelder speelt. Hij tekende in 2015 bij Karlsruher SC.

## Clubcarrière
Barry werd geboren in de Guinese hoofdstad Conakry maar verhuisde op jonge leeftijd naar Duitsland. Hij speelde in de jeugd bij SVK Beiertheim, SV Sandhausen en Karlsruher SC. Op 19 oktober 2014 debuteerde de Duits jeugdinternational in de 2. Bundesliga tegen VfR Aalen. Hij viel na 88 minuten in voor Park Jung-bin. Op 9 maart 2015 mocht de offensief ingestelde middenvelder voor het eerst in de basiself beginnen in het competitieduel tegen RB Leipzig. Na 64 minuten werd hij gewisseld voor Iliyan Mitsanski. In zijn debuutseizoen kwam Barry tot een totaal van vier competitieduels.

## Interlandcarrière
Barry debuteerde in 2014 voor Duitsland –19, waarmee hij in 2015 deelneemt aan het Europees kampioenschap voor spelers onder 19 jaar.